# 메이란구

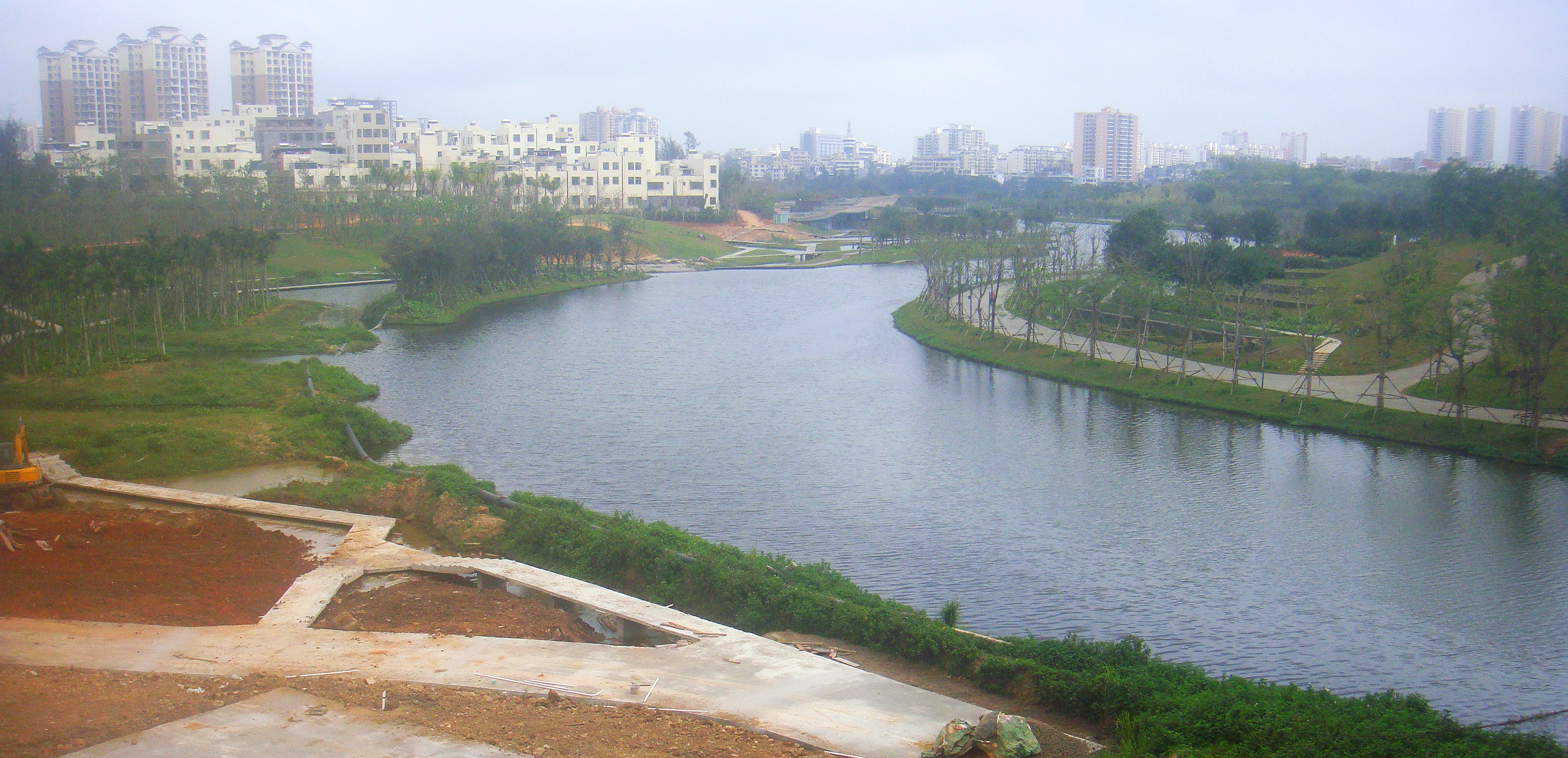

메이란구(한국어: 미란구, 중국어: 美兰区, 병음: Měilán Qū)는 중화인민공화국 하이난성 하이커우 시의 현급 행정구역이다. 넓이는 553km2이고, 인구는 2007년 기준으로 480,000명이다.

## 행정 구역
9개 가도, 4개 진을 관할한다.
- 가도: 해부로가도, 남천가도, 박애가도, 해전가도, 인민로가도, 백룡가도, 화평남가도, 백사가도, 신부가도.
- 진: 영산진, 연봉진, 삼강진, 대치파진.

## 같이 보기
- 하이커우 메이란 국제공항